# Грузское (озеро)
Грузское (устар. Иловатое) — солёно-грязевое озеро в юго-восточной части Орловского района Ростовской области.
Относится к Манычской озерной группе водоёмов реликтового (морского) происхождения. Расположено севернее озера Маныч-Гудило, от которого отделено плоским бугром высотой до 3—5 м.
Площадь водоёма 8,25 км². Озеро имеет довольно правильную форму вытянутого овала около 10,5 км длины и 1,5 км ширины. Берега озера местами возвышаются до 3 м, в него впадает несколько степных балок. На северном берегу озера расположен посёлок Маныч.

## Целебные свойства
На озере добывается рапа — минеральная вода озера. Количество рапы зависит от температуры воздуха (сезона года) и количества выпадающих осадков. При отсутствии ветра рапа равномерно распределяется по поверхности дна озера. При ветре она быстро сгоняется в одну сторону, обнажая иногда 2/3 и более дна озера. Поверхность озера с рапой всегда гладкая, зеркальная. Рапа имеет горько-солёный, жгучий вкус; на ощупь масляниста. Температура рапы колеблется по сезонам года. В летнее время она достигает (20―380), благодаря высоким и крутым берегам, защищающим озеро от ветра.
С XVII века на берегу озера действует климатокумысолечебница Маныч. Здесь производилось лечения грязями, рапными ваннами и кумысом. В начале XIX века лечебница была закрыта, возобновила деятельность в 1886 году. Устройство работы лечебницы было возложено на управляющего горною и соляной частями в области войска Донского В. А. Вагнера и врача И. И. Владыкина. В 1908 году санитарная станция получила название «Вагнеровская». 10 апреля 1909 году было высочайше утверждено "Положение о Вагнеровской Манычско-Грузской санитарной станции.

## Данные государственного водного реестра
По данным государственного водного реестра России:
- Код водного объекта 05010500711107000008794
- Бассейновый округ Донской бассейновый округ
- Речной бассейн Дон (российская часть бассейна)
- Речной подбассейн Дон ниже впадения Северского Донца
- Водохозяйственный участок Маныч от истока до Пролетарского г/у без рр. Калаус и Егорлык[2].